# BepiColombo
BepiColombo là một nhiệm vụ vũ trụ liên kết giữa Cơ quan Vũ trụ châu Âu (ESA) và Cơ quan thăm dò vũ trụ Nhật Bản (JAXA) cho hành tinh Sao Thủy. Nhiệm vụ bao gồm hai vệ tinh được phóng lên cùng với nhau: Mercury Planetary Orbiter (MPO) và Mio (Mercury Magnetospheric Orbiter, MMO). Nhiệm vụ sẽ thực hiện một nghiên cứu toàn diện về Sao Thủy, bao gồm đặc tính từ trường, từ quyển và cả cấu trúc bên trong lẫn bề mặt. Nó được phóng vào ngày 20 tháng 10 năm 2018 lúc 01:45 UTC, với sự xuất hiện của Mercury được lên kế hoạch cho tháng 12 năm 2025, sau một lần bay sát Trái Đất, hai lần bay sát Sao Kim, và sáu lần bay sát Sao Thủy. Nhiệm vụ đã được phê duyệt vào tháng 11 năm 2009, sau nhiều năm đề xuất và lập kế hoạch như là một phần của chương trình Horizon 2000+ của Cơ quan Vũ trụ châu Âu,] và là nhiệm vụ cuối cùng của chương trình được phóng lên.

## Nhiệm vụ
BepiColombo được đặt tên theo Giuseppe "Bepi" Colombo (1920–1984), một nhà khoa học, nhà toán học và kỹ sư tại Đại học Padua, Ý, người đầu tiên thực hiện cơ động lực hấp dẫn liên hành tinh trong nhiệm vụ Mariner 10 1974, một kỹ thuật thường được các tàu vũ trụ thám hiểm hành tinh sử dụng.
Nhiệm vụ này bao gồm ba thành phần và sẽ tách thành phi thuyền độc lập khi tới sao Thủy: Mercury Transfer Module (MTM) cho động cơ đẩy, được xây dựng bởi ESA; Mercury Planetary Orbiter (MPO) được xây dựng bởi ESA; Mercury Magnetospheric Orbiter (MMO) hoặc còn được gọi là Mio được xây dựng bởi JAXA.
Trong giai đoạn khởi động và hành trình, ba thành phần này được nối với nhau để tạo thành Hệ thống Cruise Mercury (MCS).